# NGC 3228
NGC 3228 is een open sterrenhoop in het sterrenbeeld Zeilen. Het hemelobject werd in 1751 ontdekt door de Franse astronoom Nicolas Louis de Lacaille.

## Synoniemen
- OCL 800
- ESO 214-SC1